# Александров, Олег Алексеевич
Олег Алексеевич Александров (13 июля 1937, Норское, Ярославская область — 1997) — советский гребец. Мастер спорта СССР.

## Биография
Отец — Алексей Александрович — директор 17-й школы посёлка Норское; мать — Нина Васильевна — учительница русского языка и литературы. Выпускник школы № 17.
Представитель общества «Труд». Чемпион СССР в четвёрке с рулевым (1959, 1961, 1962). Победитель международных соревнований в Югославии (1958) и турнира в честь 100-летия отечественного гребного спорта.
Участник Олимпийских игр 1960 года в Риме, где занял четвёртое место в четвёрке с рулевым (экипаж — Фёдоров, Хохлов, Занин и рулевой Рудаков).
Стал серебряным призёром чемпионата Европы 1961 года в Праге.
После завершения выступлений в академической гребле занимался наукой. Проживал в Ленинграде, где являлся начальником городского проектно-конструкторского бюро. Участник 11-й советской антарктической экспедиции в 1965 года. Зимовал на станции Молодёжная вместе с 15 исследователями.
Скончался во время езды на автомобиле (отказ сердца).

## Награды и звания
- Медаль «За трудовое отличие» (16.09.1960)[8]